# Sydlige kalkalper
De Sydlige Kalkalper er en bjergkæde i Alperne syd for Centralalperne. Forskellen på de to bjergkæder er den geologiske sammensætning, og at Centralalperne har højere bjergtoppe. 
Bjergkæden, der er cirka 450 kilometer ligger i landene Østrig, Slovenien og Italien. De Sydlige Kalkalper  strækker sig fra Sobretta-Gavia-alperne i Lombardiet i vest til Pohorje i Slovenien i øst.
Bjergkæder i de Sydlige Kalkalper er (fra øst til vest):
- Pohorje (tysk Bachergebirge) (1)
- Kamnikalperne eller Savinja alperne(2)
- Karawanken / Karavanke (3)
- Juliske Alper (4)
- Gailtaler Alperne (5)
- Karniske Alper (6)
- De sydlige karniske alper (7)
- Dolomitterne (8)
- Fiemme Alperne (9)
- Vizentine Alperne (10)
- Nonsberg Alperne (11)
- Brentamassivet(12)
- Bjergene omkring Gardasøen (13)
- Ortleralperne (14)
- Adamello Presanella-massivet (15)
- Sobretta-Gavia-alperne (16)